# Teodósio, o Monge
Teodósio, o Monge foi um clérigo bizantino do século IX, ativo na Sicília durante o reinado do imperador Basílio I, o Macedônio (r. 867–886). Ele é melhor conhecido como a testemunha ocular do Cerco de Siracusa de 877-878 realizado pelo emir da Sicília Jafar ibne Maomé a mando do emir aglábida Ibraim II (r. 875–902). O relato foi escrito numa carta produzida durante seu cativeiro árabe, que preservou-se parcialmente, e era endereçada ao diácono Leão. A versão integral do relato foi preservada numa tradução em latim do século XVII realizada por certo Josafá Azale.